# Locmaria-Plouzané
Locmaria-Plouzané è un comune francese di 4 975 abitanti situato nel dipartimento del Finistère nella regione della Bretagna.

## Società

### Evoluzione demografica
Abitanti censiti

## Monumenti e luoghi d'interesse
- Forte Toulbroc'h